# Rencunius
Rencunius — рід адапіформних приматів, що жили в Азії в кінці середнього еоцену. Він включає вид Rencunius zhoui.